# Várszentmiklós
Várszentmiklós (németül: Sankt Nikolaus, horvátul: Sveti Mikula) Németújvár településrésze, egykor önálló község Ausztriában Burgenland tartományban a Németújvári járásban.

## Fekvése
Németújvár központjától 1 km-re délkeletre a Strém-patak jobb partján fekszik.

## Története
A település története 1545-ig nyúlik vissza, amikor Batthyány Ferenc (horvát bán) 20 szlavóniai horvát családot telepített le ide. Az új telepesek 12 évre szóló adómentességet kaptak. A Szent Miklós templom már ebben az évben felépült és rövidesen a Németújvár környéki, önálló templommal még nem rendelkező  települések horvát anyanyelvű lakosságának temploma lett. A német falvak a németújvári Szent Jakab templomot, míg a magyarok az ágoston-rendi barátok templomát használták plébániatemplomként. 1822-ig a szomszédos Felsőmedves lakói is ide, a templom köré temetkeztek. 1580-ban a várszentmiklósi templom is a protestánsoké lett és 1633-ig evangélikus lelkészek szolgáltak benne. 1598-ban 10 ház állt a településen, melyek többsége 1605-ben a Bocskai-felkelés során elpusztult amikor hajdúk a környező településekkel együtt felégették. 1633-ban Batthyány Ádám áttérése után a templom újra a katolikusoké lett, szolgálatát 1649-től a németújvári ferencesek látták el. A településen 1643-ban 33 ház állt 159 lakossal. A templom sokáig iskolaként is működött, ahova 1824-ig a felsőmedvesi gyerekek is jártak. 1828-ban a településen 27 ház állt 169 lakossal. 1857-ben 39 házában 233 lakos élt.
A településnek hatalmas csapást jelentett, amikor 1890-ben a filoxéra járvány elpusztította a szőlőültetvényeket. Az 1897. május 14-én kitört  tűzvész a felújítás alatt álló templomot teljesen elpusztította. Ezután a templomot addig övező kerítőfalat lebontották és az új templomot már a mai helyére építették. A mai templomot 1907. szeptember 22-én szentelték fel.
Vályi András szerint "SZENT MIKLÓS. Horvát falu Vas Várm. földes Ura Gr. Batthyáni Uraság, lakosai katolikusok, fekszik Német Újvárhoz nem meszsze, határja meglehetős. " 
Fényes Elek szerint "Szent-Miklós, Nikla, német-horvát falu, Vas vmegyében, a n. ujvári uradalomban, 255 kath. lak. paroch. szentegyházzal. Ut. p. Szombathely."
Vas vármegye monográfiája szerint "Szent-Miklós, 45 házzal és 310 r. kath. és ág. ev. vallású, németajkú lakossal. Postája és távírója Németujvár. Plébániája 1660. óta áll fenn. Jelenlegi temploma e század elején épült. Birtokos herczeg Batthyány Fülöp."
1910-ben 250, túlnyomórészt német lakosa volt. A trianoni békeszerződésig Vas vármegye Németújvári járásához tartozott. 1921-ben Ausztria Burgenland tartományának része lett.

## Nevezetességei
Szent Miklós püspök tiszteletére szentelt római katolikus plébániatemplomát 1907-ben építették a leégett korábbi templom helyett.

## Külső hivatkozások
- Várszentmiklós weboldala
- A település ismertetője